# Keléd, Vas
Keléd  este un sat în districtul Celldömölk, județul Vas, Ungaria, având o populație de 87 de locuitori (2011). 

## Demografie
Componența etnică a satului Keléd
     Maghiari (100%)
Componența confesională a satului Keléd
     Romano-catolici (71,26%)
     Necunoscută (28,74%)
Conform recensământului din 2011, satul Keléd avea 87 de locuitori. Din punct de vedere etnic, majoritatea locuitorilor (100,0%) erau maghiari.  Din punct de vedere confesional, majoritatea locuitorilor (71,26%) erau romano-catolici. Pentru 28,74% din locuitori nu este cunoscută apartenența confesională.